# Alonso Berruguete
Alonso González Berruguete – hiszpański rzeźbiarz, malarz i architekt, jeden z najwybitniejszych artystów hiszpańskich XVI wieku. Syn rzeźbiarza Pedra Berruguete.
Początkowo uczył się u swego ojca; reprezentował hiszpańska odmianę manieryzmu. Tworzył ołtarze, reliefy i posągi. Był jednym z mistrzów rzeźby polichromowanej. Rzeźbił głównie w drewnie.
Główne prace: malarskie – dekoracje kaplicy Królewskiej w Grenadzie, rzeźbiarskie – nastawa ołtarzowa kaplicy Collegium Maius w Salamance, stalle katedry oraz grobowiec kardynała Juana de Tavery w Toledo, Nawiedzenie w katedrze w Grenadzie. Czynny też w Valladolid, gdzie stworzył ołtarz San Benito w Valladolid 1523 oraz ołtarza Objawienia Pańskiego w kościele św. Jakuba w Valladolid 1537.